# NGC 4666
NGC 4666 is een balkspiraalstelsel in het sterrenbeeld Maagd. Het hemelobject ligt 46 miljoen lichtjaar van de Aarde verwijderd en werd op 22 februari 1784 ontdekt door de Duits-Britse astronoom William Herschel.

## Synoniemen
- UGC 7926
- MCG 0-33-8
- ZWG 15.15
- PGC 42975